# Arri Alexa
Arri Alexa (estilizado como ALEXA) é um sistema de câmeras digitais que gravam com estilo do filme. Foi feito pela empresa Arri e introduzido pela primeira vez em abril de 2010. É a câmera profissional mais usada na indústria cinematográfica de Hollywood.
A câmera marca a primeira grande transição de Arri em cinematografia digital após pequenos esforços anteriores, como o Arriflex D-20 e D-21. Possui modularidade, PL mount lenses, um sensor CMOS de tamanho Super 35 (2K) gravando até 2880 × 2160 de resolução e o modelo Alexa 65 (6K) tem resolução de até 6560 x 3102, ambos suportam dados em propriedades de vídeos não comprimido ou raw (ARRIRAW).

## Visão geral
A câmera é equipada com um cardencoder SxS a bordo que pode gravar em qualquer Rec. 709 ou Log-C para ProRes 422 ou ProRes 444 codecs, bem como dnxhd em resolução de 1080p. Com um pagamento, os proprietários de câmeras Alexa pode comprar um software "chave" que irá desbloquear a capacidade da câmera para gravar até 120 fps em ProRes 422 HQ.
A câmera é projetada para uso em filmes de alto orçamento, metragens, programas de televisão e comerciais e é amplamente visto como a resposta da Arri para a crescente aceitação da câmera Red One, juntamente com câmeras de baixa resolução, como a Sony CineAlta (35 mm, 1080p ), Panavision Genesis (35 milímetros, 1080p), Thomson Viper FilmStream (2/3 ", 1080p) para filmar longas-metragens.

## Gama de modelos
A gama de modelos foi expandido através da vida da câmara. Até 2012, havia cinco modelos básicos de câmeras Alexa: 

### Alexa
A primeira câmera da família de produtos Alexa. Introduzido em abril de 2010.

### Alexa Plus
O Alexa Plus adiciona controle remoto sem fio integrada, o Sistema ARRI Lens Dados (LDS), saídas adicionais, sincronização de lente para 3D, e a posição embutido e sensores de movimento. 

### Alexa Plus 4:3
O Alexa Plus 4:3 adiciona um controle remoto sem fio integrado, o Sistema ARRI Lens Dados (LDS), saídas adicionais, sincronização de lente para 3D, e a posição embutido e sensores de movimento e um sensor 4:3 tornando-o ideal para a cinematografia anamórfica.

### Alexa M
O Alexa M tem sua unidade de imagem e processamento dividido em duas partes para ser pequena, compacta e leve para plataformas 3D e outros usos onde o tamanho é uma preocupação.

### Alexa Studio
O Alexa Studio possui um visor óptico, disparador mecânico, e um sensor 4:3 tornando-o também ideal para a cinematografia anamórfica.

### Alexa XT
Em fevereiro de 2013, a série foi renovada como Alexa XT (XT permanente para a tecnologia estendida). Esta gama é atualizado versões das câmeras originais Alexa, que são equipados com um chamado módulo XR, que substitui o módulo SxS nas câmeras, e permite a gravação RAW direto sem a necessidade de um gravador externo. Este módulo registros em drives SSD dedicados. Outras melhorias são uma unidade de filtro ND interno, um sensor 4:3 e um ventilador de refrigeração mais tranquilo. A faixa de acordo compreende o Alexa, o Alexa XT, o Alexa XT M, o Alexa XT Plus, o Alexa XT Studio, e o Alexa Fiber Remote. Câmeras existentes podem ser atualizados com o módulo XR para a gravação em RAW interno.

### Alexa 65
Em 21 de setembro de 2014 no Cinecconvention em Munique, Arri anunciou a Alexa 65, uma câmera de cinema digital de 65 milímetros. A câmera está disponível para só para locação, como os da concorrente Panavision. Arri anunciou detalhes da câmera em seu website Arri Aluguer Grupo:
No centro do Alexa 65 está o sensor de A3X; o maior sensor de imagem em movimento de alto desempenho disponíveis no mercado hoje. O sensor tem uma  área de imagem ativa de 54,12mm x 25,59mm, que é ainda maior do que a abertura do filme de câmera de ARRI 765 65 mm.
- ARRI Rental Group, arrirentalgroup.com

### Alexa Mini
Em 24 de fevereiro de 2015 Arri Alexa anunciou o Mini. Tem o mesmo sensor como as outras câmaras da Alexa. Possui em gravação da câmera para CFast cartões 2.0, 200 FPS e gravação em resolução 4K.

## Sensor
O sensor da Alexa ALEV III tem 3392 × 2200 pixels efetivos para gerar uma imagem, no entanto, só 2880 × 2160 pixels são usados para a gravação no Alexa Studio e M no modo 4:3, e 2880 × 1620 pixels são usados para a gravação nas regulares Alexa e outros modelos em modo 16:9, o resto são utilizados para olhar ao redor no visor.

## Mídia de gravação
Arri Alexa pode gravar até 1920 × 1080 em ProRes 422, ProRes 4444 ou 444 sobre cartões SxS ou 2880 × 1620 ARRIRAW para dispositivos de gravação externos. Arri Alexa Firmware 7 aumenta a resolução sobre os cartões SxS para 2k ProRes 4444 (anteriormente 1080p).

## ArriRaw
ArriRaw é um codec com compressão sem perda de dados semelhante ao CinemaDNG que contém inalterada as informações do sensor Bayer, o fluxo de dados a partir da câmara podem ser gravados via T-link com gravadores de certificados, como os do Codex Digital ou Cineflow. O formato ArriRaw (juntamente com os outros formatos graváveis) contém metadados estático e dinâmico. Estes são armazenados no cabeçalho do arquivo e pode ser extraído com a ferramenta web livre metavisor ou com o aplicativo Extract Meta fornecida por Arri. De particular importância para os efeitos visuais são os metadados da lente, os quais são armazenados apenas quando o sistema de lentes de dados Arri (LDS) é suportado pela lente utilizada.

## Recepção
De acordo com o diretor de fotografia Roger Deakins, a faixa tonal do Alexa, o espaço de cor e latitude excede as capacidades do filme. "Esta câmara nos trouxe a um ponto onde digital é simplesmente melhor", diz Deakins. Deakins usou a câmera para filmar o filme James Bond Skyfall.

## No Brasil
No Brasil, a câmera se tornou famosa, após ser divulgado pela Rede Record que iria usa-la para equipar os seus recém construídos estúdios de produção em redoma, no RecNov, centro de dramaturgia no Rio de Janeiro.
A estreia da câmera em uma emissora brasileira se deu na minissérie José do Egito que recebeu crítica positiva no mundo todo pela qualidade técnica alcançada.
Em 2014, a emissora voltou a utiliza-las, na produção da novela das 22h, Pecado Mortal, escrita por Carlos Lombardi, que também teve alto investimento na produção, atualmente, as câmeras são usadas na produção da novela Os Dez Mandamentos.